# Abdiel Macea
Abdiel Macea (Colón, Panamá; 4 de mayo de 1991) es un futbolista panameño. Juega como volante .

## Trayectoria
Abdiel Macea, formado en la cantera del Árabe Unido, es uno de los mejores contenciones de club. En 2016 realizó una prueba en Costa Rica en la Liga Deportiva Alajuelense pero no la superó.
El 3 de diciembre de 2016 en la final del LPF Apertura 2016 anotó uno de los goles con que el Árabe Unido se coronó campeón ganando al final con marcador de 2-0.

## Clubes
| Club             | País        | Año         |
| ---------------- | ----------- | ----------- |
| Árabe Unido      | Panamá      | 2008 - 2018 |
| Sonsonate F. C.  | El Salvador | 2019        |
| Plaza Amador     | Panamá      | 2019 - 2020 |
| 11 Deportivo     | El Salvador | 2020 - 2021 |
| Veraguas CD      | Panamá      | 2021        |
| CA Independiente | Panamá      | 2021 - 2022 |
| CD Árabe Unido   | Panamá      | 2022 - 2023 |
| Umecit FC        | Panamá      | 2023        |

## Palmarés

### Campeonatos nacionales
| Título          | Club           | País   | Año  |
| --------------- | -------------- | ------ | ---- |
| Torneo Clausura | CD Árabe Unido | Panamá | 2010 |
| Torneo Apertura | CD Árabe Unido | Panamá | 2012 |
| Torneo Clausura | CD Árabe Unido | Panamá | 2015 |
| Torneo Apertura | CD Árabe Unido | Panamá | 2015 |
| Torneo Apertura | CD Árabe Unido | Panamá | 2016 |